# 6150 Neukum
A 6150 Neukum (ideiglenes jelöléssel 1980 FR1) a Naprendszer kisbolygóövében található aszteroida. Claes-Ingvar Lagerkvist fedezte fel 1980. március 16-án. A felfedezője és G. Hahn javaslatára Gerhard Neukum planetológusról nevezték el.